# Topplerschlösschen
Topplerschlösschen (niem. Topplerschlösschen) – zabytkowa wieża mieszkalna w pobliżu miasta Rothenburg ob der Tauber (Bawaria).
Wieża mieszkalna wybudowana przez Heinricha Topplera w 1388.
Nad wejściem od lewej strony znajdują się herby: Daniela von Staudta, w środku Johanna Christopha Schmidta von Eyssenberg auf Baldersheim, jego żony Raheli Elisabethy  von Seckendorff, z rokiem 1677; po prawej B. von Winterbach.
Po lewej stronie  drzwi wejściowych znajduje się tablica informująca o czasie budowy i budowniczym:

Ten dom z fosą został zbudowany przez szanownego człowieka Heinricha Topplera, obecnego burmistrza Rothenburga, na własny koszt i własnym dziełem. Działo się to w roku, w którym na ziemiach niemieckich toczyła się żmudna wojna między książętami i szlachtą z jednej strony, a miastami z drugiej. Dom ma się nazywać Rosental. Roku Pańskiego 1388 i roku następnego.

U dołu tablicy znajduje się herb Topplera z dwiema kośćmi do gry. Kości mają pięć i sześć oczek.

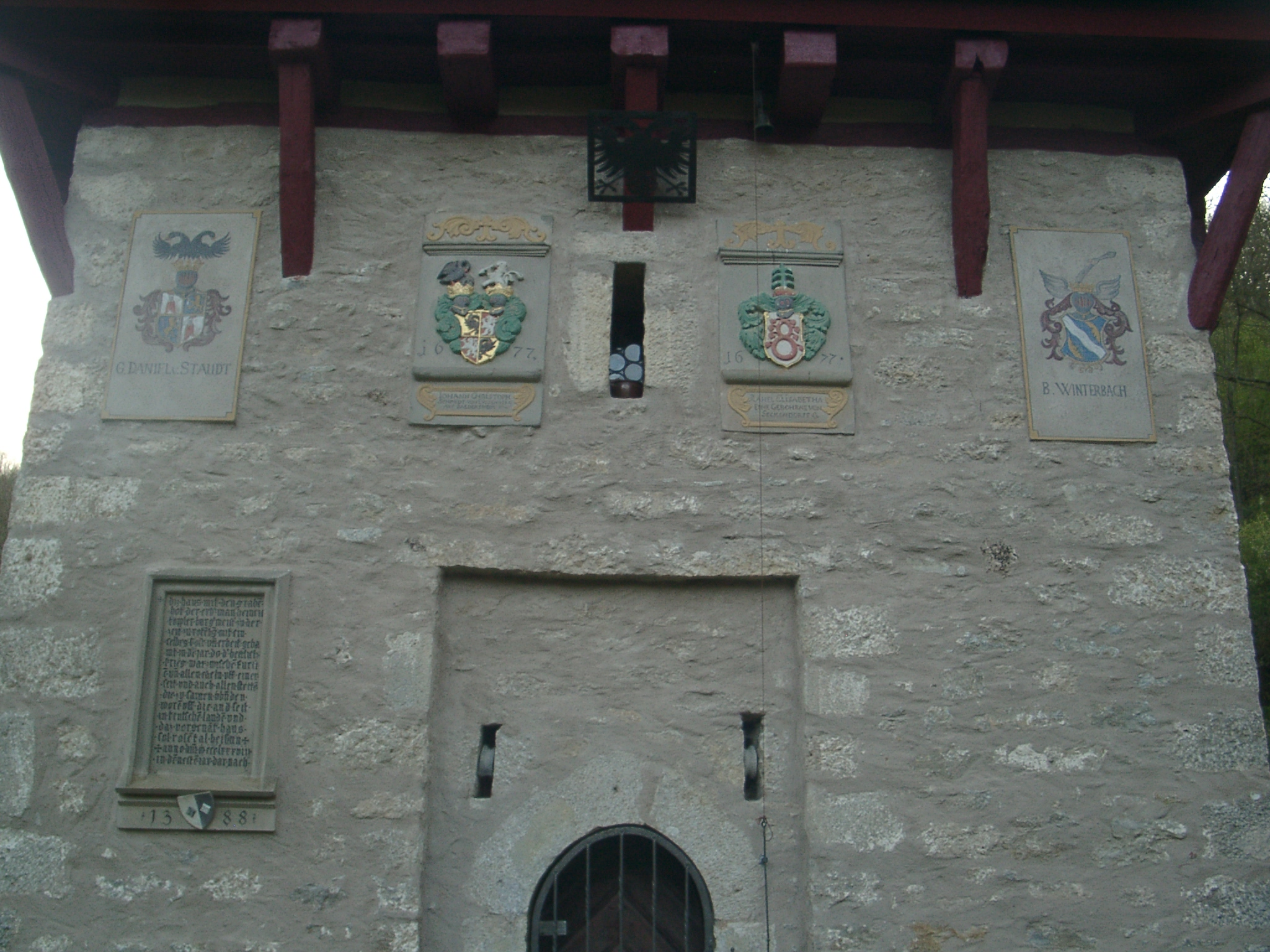
Tablica i cztery herby
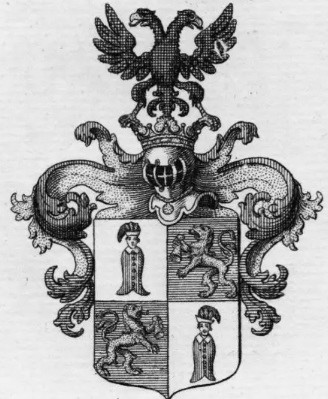
Herb Daniela von Staudta
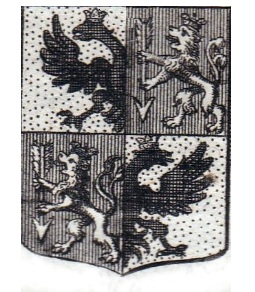
Herb J. Schmidta v. Eyssenberga
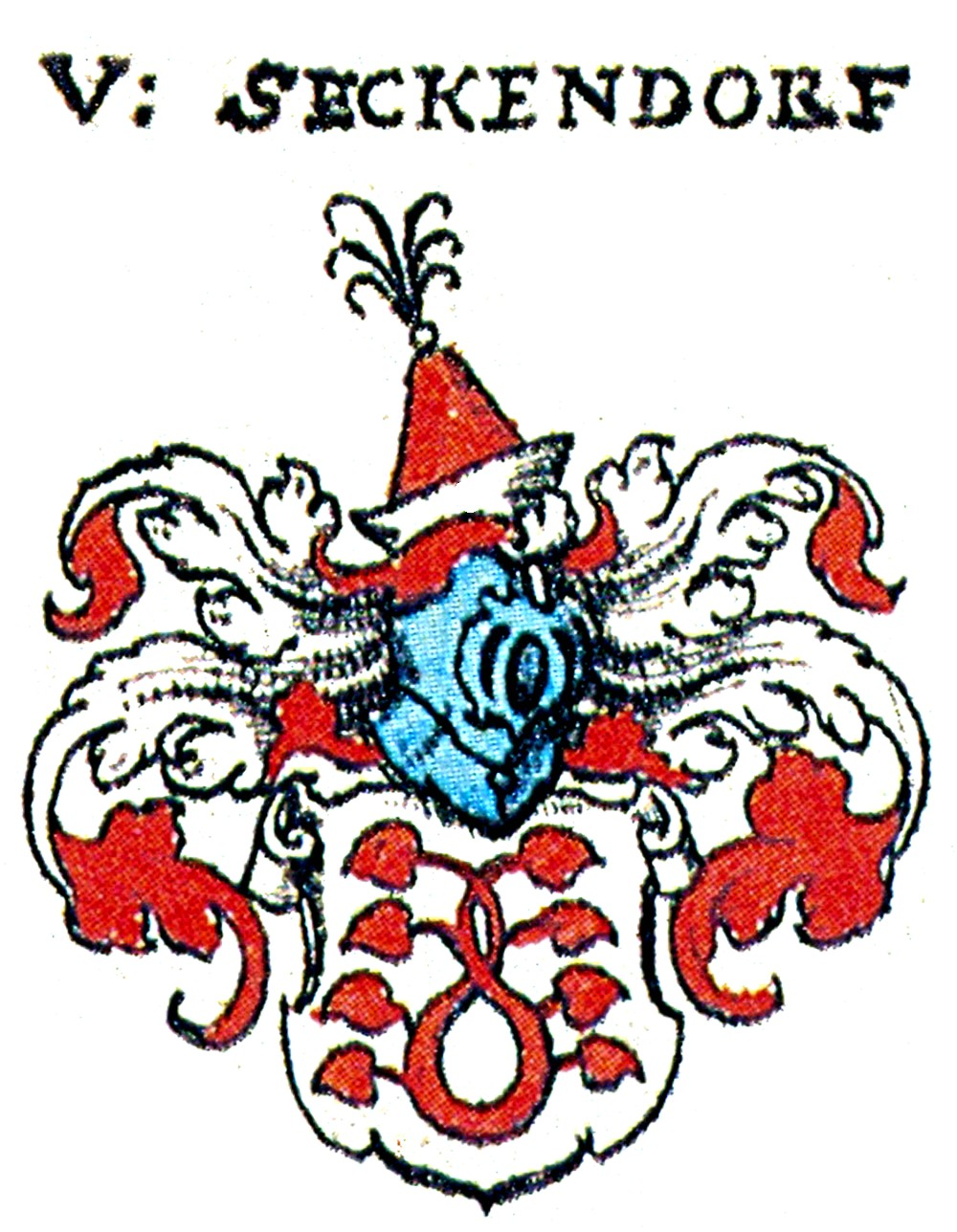
Herb Raheli von Seckendorff
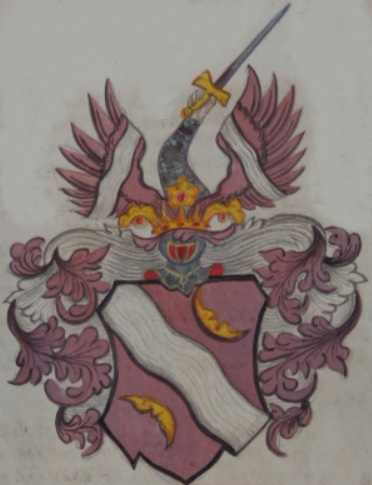
Herb B. von Winterbach
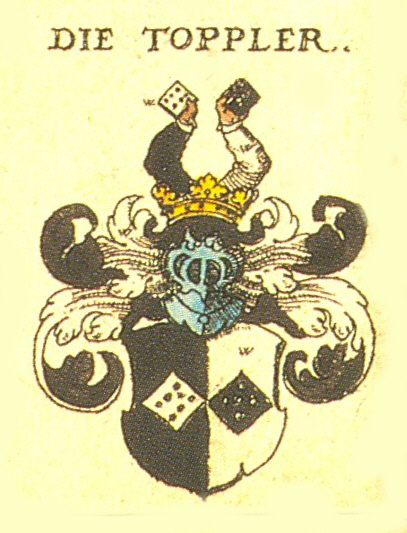
Herb  Heinricha Topplera